# ジョン・オコーナー
ジョン・オコーナー（1980年6月26日 - ）は、日本で活躍する日系外国人タレント。アメリカ・サウスカロライナ州チャールストン出身。アメリカ人と日本人のハーフ。「笑っていいとも!」12代目いいとも青年隊「イワン&ジョン」のジョンとして知られる。フルネームはジョン・ジョゼフ・オコーナー。有限会社ボウズ所属。身長184cm。

## プロフィール
- サウスカロライナ州チャールストンで生まれ、すぐに父親の転勤がきっかけで沖縄で1年間暮らす。その後もバージニア、御殿場、横浜、横須賀、東京などで暮らす。その他メリーランド、ニュージャージー、熊本によく通った。（メリーランドは日本語学校に通うため、ニュージャージーと熊本は両親の祖父母が住んでいたため）
- 剣道初段。小学6年から中学3年までやっていた。
- 高校生の頃、「サーティワンアイスクリーム」でバイトをしていた。
- 上智大学比較文化学部卒業。
- 特技はダンス（ヒップホップ）と麻雀。
- 2002年10月、世界麻雀選手権にアメリカ代表で出場し2位となる。また2006年8月には麻雀雑誌「近代麻雀」にジョンをモデルにした漫画が掲載された。今でもよく雀荘に通っている。
- オーディションで200名以上の中から選ばれ、2003年4月から2006年3月までロシア出身のイワンと共に12代目いいとも青年隊を務めた。初めて青年隊メンバーを外国人にした理由について番組プロデューサーは、「2002年末に番組がギネスに認定されたので、青年隊を外国人にすることで新しい『いいとも!』を築いていきたい」「海外からのゲストを迎えたときに、通訳として活躍してほしい」「デーブ・スペクターさん、サンコンさん、ケント・デリカットさん、Mr.マッスルさんなど、『いいとも!』から様々な外国人タレントを輩出してきた伝統があるので。また世界がけんかをしていても仕方ない!というメッセージもこめて。これは後付けですけど･･･。」とコメントしている。
- サンケイリビング新聞社が発行しているブライダル情報誌「シティウェディング」 の表紙を毎月飾っている。
- 好きなタイプは木村佳乃。
- 2008年4月より、東京ドームで開催される巨人戦のMCに起用され、スターティングメンバーが守備位置に就く時の選手名のコールや、1塁側及びライトスタンドの巨人ファンへの声援の呼びかけを、英語を交えてアナウンスしている。

## 出演番組

### テレビ
- 「キスゴンえいごハウス」（キッズステーション）
- 「ウルトラマンガイア」（MBS） - ダニエル・マクフィー（アルケミー・スターズ議長）
- 「はじめよう英会話」（NHK）
- 「笑っていいとも!」（フジテレビ）
- 「栗原はるみの挑戦 こころを伝える英語」（NHK）
- 「おすぎとジョン」（スターキャット・ケーブルネットワーク）
- 打姫オバカミーコ（2006年、MONDO21）
- 「浪花の華〜緒方洪庵事件帳〜」第4話（2009年1月31日、NHK）

### ラジオ
- 「チャロの英語実力講座（リトル・チャロ）」（NHK）
- 「スマイル金曜日」内（ジョン・オコーナーに聞いてちょうだい!）（山陰放送）

### その他
- 「嘉門達夫のナリキン投稿天国」（GyaO、#25-#38）

## CD
- 「並ください★つゆだくで」（2006年9月21日）
吉野家の牛丼再開に合わせてリリースされた謎の覆面DJイノキンの楽曲にラップで参加している。（ラップ部分の作詞も担当）